# Lake Oswego

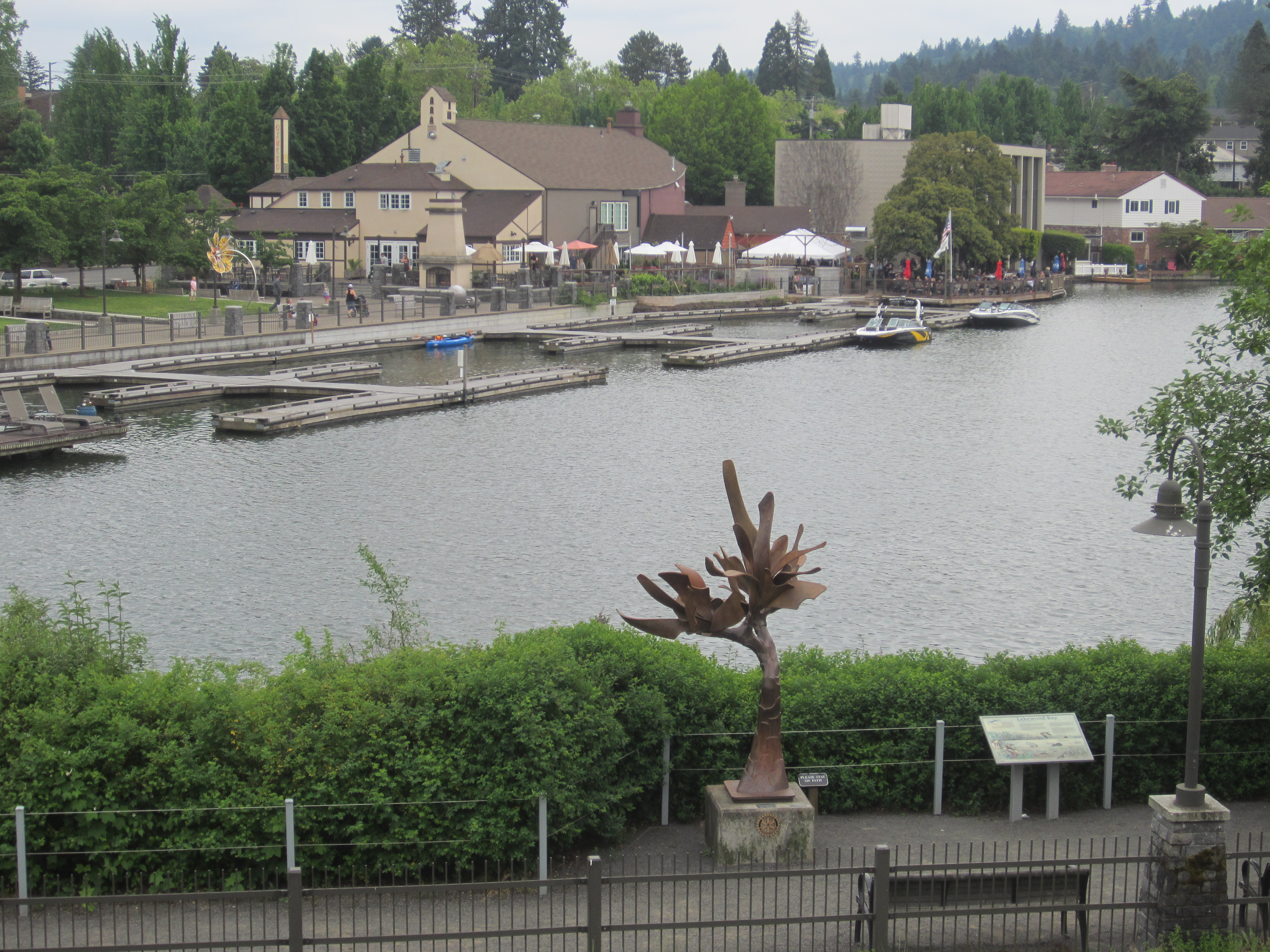
Lake Oswego, Oregon

Lake Oswego es una ciudad en el estado estadounidense de Oregón, principalmente en el condado de Clackamas, con pequeñas porciones que se extienden a los condados vecinos de Multnomah y Washington. Según el censo de 2010, en ese momento tenía una población de 36 619 habitantes. Tiene una población estimada, a mediados de 2019, de 39 822 habitantes.
Está ubicada a unas 8 millas (13 km) al sur de Portland y rodea el lago Oswego, de 405 acres (164 ha). La ciudad fue fundada en 1847 y se incorporó como Oswego en 1910. Fue el centro de la breve industria del hierro de Oregón a finales de siglo XIX, y hoy es un suburbio de Portland.

## Geografía
Lake Oswego se encuentra ubicada en las coordenadas 45°24′47″N 122°41′50″O / 45.41306, -122.69722. Según la Oficina del Censo de los Estados Unidos, la ciudad tiene un área total de 29,63 km², de las cuales 27,92 km² son tierra y 1,71 km² es agua. Esa área no incluye más de 1100 acres (4.5 km²) de tierra no incorporada dentro del límite de servicios urbanos según lo define el condado de Clackamas. El lago Oswego es un lago, originalmente llamado Waluga (cisne salvaje) por los indios Clackamas, que ha sido ampliado y actualmente administrado por Lake Oswego Corporation. El lago admite embarcaciones y un muelle flota en el extremo este del lago, donde los navegantes pueden desembarcar y caminar hasta los negocios cercanos. El canal principal del río Tualatin se excavó en 1872.
Cada tres años, el nivel del agua en el lago se reduce varios pies al abrir las compuertas de la presa y permitir que el agua fluya hacia Oswego Creek y hacia el río Willamette, lo que permite a los propietarios frente al lago realizar reparaciones en muelles y cobertizos para botes. En 2010, el lago se bajó unos 7,3 m (24 pies) para permitir la construcción de una nueva línea de alcantarillado, el nivel más bajo del lago desde 1962, cuando se instaló la línea de alcantarillado original.
La ciudad se extiende hasta el monte Sylvania y atraviesa el lago Grove hacia Tualatin.

## Demografía
Según la Oficina del Censo en 2000 los ingresos medios por hogar en la localidad eran de 71 597 $, y los ingresos medios por familia eran 94 587 $. Los hombres tenían unos ingresos medios de 66 380 $ frente a los 41 038 $ para las mujeres. La renta per cápita para la localidad era de 42 166 $. Alrededor del 2.3 % de la población estaban por debajo del umbral de pobreza.